# 神戸市立大池小学校
神戸市立大池小学校（こうべしりつ おおいけしょうがっこう）は、兵庫県神戸市北区にある市立小学校である。

## 沿革
- 1974年 - 開校

## 教育目標
- 生きる力を育む大池教育
  - すすんでできる子
  - 思いやりのある子
  - よく考える子

## 子供のめあて

### 大いけ
大きなこころで
いきいきとねばりづよく
けんめいに

## 通学区域
神戸市北区に属する。
- 有野町唐櫃、西大池（1丁目、2丁目）、東大池（1丁目 - 3丁目）、山田町上谷上

## 交通・アクセス
- 神戸電鉄有馬線大池駅
- 神姫バスか阪急バスで大池で下車、徒歩10分

## 周辺
- 神戸市立大池中学校（進学先中学校）
- 神戸電鉄有馬線大池駅
- マックスバリュ大池店
- ファミリーマート神鉄大池駅前店

## 進学先中学校
- 神戸市立大池中学校

## 通学区域が隣接している学校
- 神戸市立花山小学校
- 神戸市立唐櫃小学校
- 神戸市立谷上小学校